# Muralhas romanas de Córdova
As muralhas romanas que cercavam Córdova, na Espanha, foram construídas depois que os romanos capturaram a cidade em 206 a.C., tornando-a parte da ‎‎República Romana.‎‎ As muralhas agora fazem parte do ‎‎centro histórico de Córdova, patrimônio mundial da UNESCO.

## Descrição
Construídas como fortificações logo depois de os romanos capturarem Córdova, as muralhas se estendiam cerca de 2.650 m (8.690 pés), completamente ao redor da cidade. Elas consistiam em pedra cuidadosamente cortada com uma parede externa de até 3 m de altura e uma parede interna de 1,2 m flanqueando uma fenda de 6 m de largura cheia de escombros. Havia várias torres semicirculares ao longo das muralhas. Quando a cidade recebeu o status de Colônia Patrícia sob Augusto, o muro sul foi demolido para estender os limites da cidade ao rio. Vestígios permanecem no Alcázar, próxima da ponte romana, e flanqueando a Avenida da Ribera. As muralhas próximas à Rua San Fernando e Calle Cairuán (restaurada na década de 1950) também têm uma base desse período.
Os portões romanos incluíam a Porta Principal Sinistra (mais tarde Porta de Gallegos) no lado oeste, não muito longe do mausoléu romano. Os arcos próximos à Porta de Sevilha a leste fazem parte de um aqueduto romano.